# Richard Fanshawe

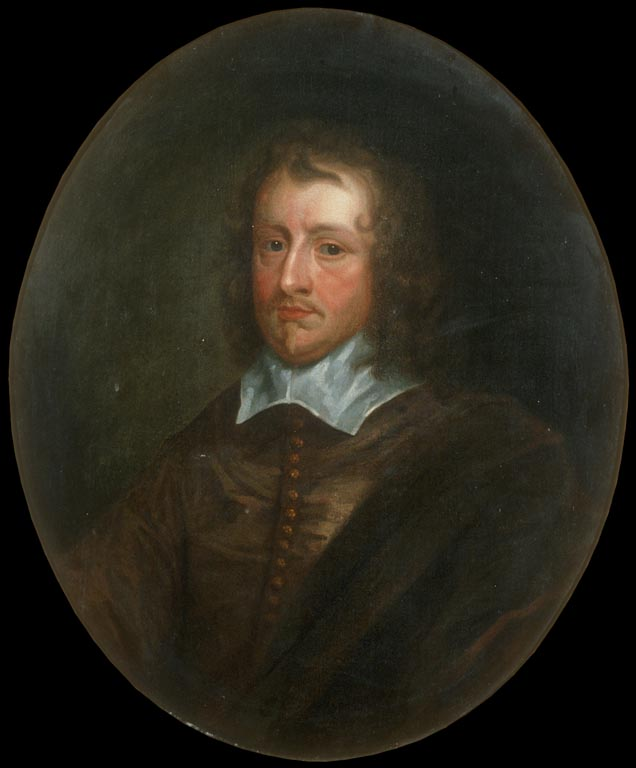
Richard Fanshawe.

Richard Fanshawe (Ware Park, Hertfordshire; junio de 1608-Madrid; 16 de junio de 1666) fue un diplomático, traductor, poeta e hispanista inglés.
Hijo de sir Henry Fanshawe y de Elizabeth, hija de Thomas Smith o de Smythe, fue educado en Cripplegate por el famoso profesor Thomas Farnaby; fue admitido en Cambridge en noviembre de 1623. Viajó por Francia y España, donde trabó amistad con el embajador de Inglaterra en España lord Walter Aston, 1.º Lord Aston of Forfar, en 1627.
En 1622 sir Walter Aston tomó parte en los intentos de buscar para Jacobo I de Escocia y de Inglaterra una novia que fuera una infanta real española y católica para su hijo primogénito Carlos, príncipe de Gales, luego rey Carlos I de Inglaterra. Los servicios diplomáticos del barón Walter Aston serían recompensados en 28 de noviembre de 1627 con el título de Lord Aston of Forfar. Muerto Walter en 1639, le sucedió en el título su hijo Walter Aston Jr., 2.º lord Aston of Forfar.
Richard Fanshawe sirvió como secretario de cartas latinas al embajador Aston en 1635 en España. Las memorias de su esposa, conocida como Lady Anne Fanshawe, son un importante documento de viajes y opiniones sobre la anquilosada sociedad española de mediados del siglo XVII. Durante la Revolución inglesa, Richard Fanshawe fue partidario del rey, en cuyo nombre realizó muchas gestiones diplomáticas. Prisionero en la batalla de Worcester (1651), recobró la libertad a la muerte de Oliver Cromwell. 
Fue después embajador de Carlos II de Inglaterra en Lisboa y en Madrid, muriendo en Madrid en junio de 1666. 
Como hispanista se le recuerda por haber traducido a Luis de Góngora, (1561 - 1627), y dos comedias de Antonio de Mendoza en 1654, que fueron publicadas tras su muerte. También tradujo Il pastor Fido de Guarini (1647), algunas obras de Horacio (1652) y Os Lusiadas, de Luís de Camões (1655).
Su esposa, Anne Fanshawe nacida Anne Harrison (1625-1680), escribió unas memorias de su vida. Aunque tuvo catorce hijos sólo le sobrevivieron cinco y heredó el mayorazgo Richard, segundo baronet, fallecido en 1694.
- Datos: Q947693
- Multimedia: Sir Richard Fanshawe, 1st Baronet / Q947693